# 艾爾利 (明尼蘇達州)
艾爾利（英語：Airlie）是位於美國明尼蘇達州派普斯通縣斯威特鎮區的一個非建制地區。

## 歷史
艾爾利的郵局於1882年設立，該郵局其後於1934年停運。

## 地理
艾爾利所處的海拔為高於海平面506米（即1660英呎），而該地所採用的時區為UTC-6，即北美中部時區（CST）。同時該地設有夏令時間，為UTC-6調快一小時，即UTC-5（CDT）。